# Tian Thala
Re Tian Thala, il cui nome regale fu Samdach Brhat Chao Devaniasena Chandralaya Raja Sri Sadhana Kanayudha (Vientiane, ... – 1696), è stato il trentesimo sovrano del Regno di Lan Xang, la cui capitale era Vientiane, nell'odierno Laos centrale.
Usurpò il trono dopo la morte del predecessore Surigna Vongsa, del quale era stato primo ministro. Parte delle informazioni relative al suo regno provengono dalle missioni dei gesuiti italiani presenti nel paese, che erano state ammesse a Lan Xang per la prima volta da Surigna Vongsa. I resoconti dei missionari si limitarono però a descrivere principalmente gli aspetti religiosi della vita del paese.
Le cronache indocinesi che lo menzionano  provengono dagli antichi annali di Lan Xang, di Ayutthaya e di Birmania, che differiscono tra loro. Gli annali di Lan Xang furono tradotti in altre lingue ed interpretati in diversi modi, dando luogo a controversie sull'attendibilità dei riferimenti storici. La principale tra le critiche che determinarono il cambiamento del testo originale, fu dettata dalla convinzione che molti degli avvenimenti storici fossero stati omessi o distorti nell'edizione originale a maggior gloria del regno.

## Biografia
Tian Thala nacque da una famiglia nobile che non era imparentata con la casa reale. Si associò con il clan dell'aristocrazia che aveva favorito l'ascesa al trono di Surigna Vongsa e scalò i gradini delle gerarchie fino ad essere nominato primo ministro con il titolo Phagna Mueang Chandra. Il sovrano gli affidò la responsabilità di gestire le turbolente province meridionali. Surigna Vongsa morì nel 1690 (secondo alcune fonti nel 1695), non aveva eredi, dopo che il figlio era stato giustiziato, e i suoi due nipoti erano ancora bambini. Approfittò della situazione Phagna Mueang Chandra, usurpò il trono e gli succedette con il nome regale Tian Thala.
Sia la popolazione che varie fazioni della nobiltà non perdonarono a Tian Thala di aver usurpato il trono, e riemersero drammaticamente gli antichi conflitti interni alla corte di Vientiane che Surigna Vongsa era riuscito ad appianare. Le lotte di tali fazioni, dei vari rami della casa reale e dei governatori delle province non sarebbero più cessate ed avrebbero portato al frazionamento di Lan Xang nel 1707.
Nel tentativo di legittimare il proprio potere, Tian Thala chiese in sposa la figlia di Surigna, la principessa Sumangala, dopo che probabilmente ne aveva fatto uccidere il marito. Sumangala, che aveva già un figlio ed era incinta del secondo, rifiutò l'offerta dell'usurpatore. Tian Thala si infuriò e progettò di ucciderla, ma la principessa fuggì imbarcandosi sul Mekong. La durezza con cui perseguì gli oppositori costrinse i nipoti di Surigna Vongsa, i principi Kitsarat e Inthason, a rifugiarsi a Luang Prabang. Nel 1707, il primo avrebbe fondato il Regno di Luang Prabang, nato dalla disgregazione di Lan Xang, mentre Inthason ne sarebbe diventato il terzo sovrano.
Secondo alcune fonti, il primogenito di Sumangala principe Ong Lo, legittimo pretendente al trono, avrebbe in seguito espugnato Vientiane alla testa di un esercito. Avrebbe catturato e fatto giustiziare Tian Thala pochi mesi dopo che aveva usurpato il trono e si sarebbe fatto incoronare re. Avrebbe regnato quattro anni per essere poi essere deposto e ucciso da Nan Tharat, il cui nonno era Viksai, predecessore di Surigna Vongsa.
Secondo altre fonti Tian Thala regnò fino al 1695. Nel 1694 aveva sposato l'altra figlia di Surigna Vongsa, la principessa Kumari, e l'anno seguente sarebbe stato deposto da Nan Tharat, principe reale che governava una provincia del regno. Secondo tali fonti, Tian Thala morì suicida nel 1696.